# Знаки поштової оплати України 2017
Знаки поштової оплати України 2017 — перелік поштових марок, введених в обіг Укрпоштою у 2017 році.
З 20 січня по 22 грудня 2017 року було випущено 78 поштових марок, у тому числі 70 пам'ятних (художніх, комеморативних), 8 стандартних дев'ятого випуску (з літерним індексом замість номіналу) та сувенірний марковий аркуш стандартних поштових марок незалежної України восьмого випуску (2012—2016). Тематика комеморативних марок охопила ювілеї визначних дат, подій, пам'яті видатних діячів культури та інши. До обігу надійшли знаки поштової оплати номіналом від 2,40 до 12,80 гривні, а також додатковий тираж восьмого випуску стандартних марок із літерним номіналом «Є», «Ж», «F», «G», «H», «L», «M», «N», «P», «T», «V», «X».
Марки було надруковано державним підприємством «Поліграфічний комбінат „Україна“» (Київ)
Перелік відсортований за датою введення.

## Список комеморативних марок
| № у каталозі                              | Зображення | Опис та джерело | Номінал               | Дата введення в обіг   | Тираж   | Дизайн                          |
| ----------------------------------------- | ---------- | --- | --------------------- | ---------------------- | ------- | ------------------------------- |
| № 1550 № 1551                             |            | Серія «Культурні епохи України». Блок № 145 «Палеоліт. Культурні епохи України» - «Середня доба палеоліту» - «Верхня доба палеоліту» | 7,50 гривні           | 20 січня 2017 року     | 40 000  | Олександр та Сергій Харук       |
| № 1552                                    |            | Серія «Скарби музеїв України»: Архип Куїнджі. Після грози. 1879 | 4,40 гривні           | 27 січня 2017 року     | 140 000 | Віктор Бариба                   |
| № 1553                                    |            | Серія «Славетні жінки України»: Тетяна Яблонська. Льон. 1977 | 5,40 гривні           | 24 лютого 2017 року    | 160 000 | Сергій Горобець                 |
| № 1554                                    |            | Українська революція 1917—1921. 100 років | 3,00 гривні           | 4 березня 2017 року    | 140 000 | Сергій Горобець                 |
| № П-20                                    |            | Проект «Власна марка»: Поштова марка персоніфікована Валентина Терешкова | V                     | 6 березня 2017 року    | 200 000 |                                 |
| № П-21                                    |            | Проект «Власна марка»: Поштова марка персоніфікована Герман Титов | V                     | 28 квітня 2017 року    | 199 976 |                                 |
| № 1555                                    |            | Джамала | 4,00 гривні           | 5 травня 2017 року     | 200 000 | Оксана Шуклінова                |
| № 1556                                    |            | 25 років встановлення дипломатичних відносин між Україною та США. 03.01.2017 (25th Anniversary of Ukraine-US Diplomatic Relations) | 4,40 гривні           | 8 травня 2017 року     | 140 000 | Олександр та Сергій Харук       |
| № 1557                                    |            | Спільний випуск Україна — Словенія — Австрія — Угорщина — Хорватія. Блок № 146 «300 років від народження Марії Терезії» | Є                     | 13 травня 2017 року    | 45 000  | Svetlana Milijaševič (Словенія) |
| № 1558 № 1559                             |            | Спільний випуск Україна — Болгарія. Блок № 147 «Чорне море (The Black Sea)» - Білобочка чорноморська Delphinus delphis ponticus - Молюск «Крила янгола» Barnea candida | Є N                   | 22 травня 2017 року    | 45 000  | Наталія Кохаль                  |
| № 1560 № 1561 № 1562 № 1563               |            | Блок № 148 «Микита Кожум'яка» - Дракон - Дід Данило - Білка Камікадзе - Микита Кожум'яка | 2,40 3,00 5,40 гривні | 1 червня 2017 року     | 45 000  | ТОВ «Панама Гран Прі»           |
| № 1564                                    |            | Europa. Замки - «Меджибізький замок XIV—XIX ст.» | 5,00 гривень          | 9 червня 2017 року     | 140 000 | Микола Кочубей Світлана Бондар  |
| № 1565                                    |            | Europa. Замки - «Олеський замок XIII—XVIII ст.» | 5,80 гривні           | 9 червня 2017 року     | 140 000 | Микола Кочубей Світлана Бондар  |
| № 1566                                    |            | Блок № 149 Europa. Замки - «Меджибізький замок XIV—XIX ст.» | 12,80 гривні          | 9 червня 2017 року     | 13 000  | Микола Кочубей                  |
| № 1567                                    |            | Блок № 150 Europa. Замки - «Олеський замок XIII—XVIII ст.» | 12,80 гривні          | 9 червня 2017 року     | 13 000  | Микола Кочубей                  |
| № 1576                                    |            | До 85-річчя Донецької області. «Одна дорога. Роман Мінін. 2010» | 4,00 гривні           | 2 липня 2017 року      | 140 000 | Роман Мінін Наталія Андрійченко |
| № 1577                                    |            | Серія «Лауреати Нобелівської премії»: Роалд Хоффманн | 5,00 гривень          | 18 липня 2017 року     | 140 000 | Володимир Таран                 |
| № 1578                                    |            | Іван Айвазовський (1817—1900). Ялта, 1864 (Сумський обласний художній музей ім. Н.Онацького) | 3,00 гривні           | 29 липня 2017 року     | 140 000 | Василь Василенко                |
| № 1579                                    |            | Блок № 151 «Іван Айвазовський (1817—1900)» - «Іван Айвазовський (1817—1900). Вечір в Криму. Ялта, 1848 (Національна картинна галерея ім. І.Айвазовського)» | 8,80 гривні           | 29 липня 2017 року     | 36 000  | Василь Василенко                |
| № 1580                                    |            | Серія «Національна військова техніка»: Бронетранспортер «БТР-4» | 3,00 гривні           | 11 серпня 2017 року    | 140 000 | Олександр та Сергій Харук       |
| № 1581                                    |            | Серія «Національна військова техніка»: «АН-178» | 5,40 гривні           | 11 серпня 2017 року    | 140 000 | Олександр та Сергій Харук       |
| № 1582                                    |            | Серія «Лікарські та медоносні рослини»: - Липа серцелиста (Lilia cordata) | 4,00 гривні           | 18 серпня 2017 року    | 130 000 | Наталія Кохаль                  |
| № 1583                                    |            | Серія «Лікарські та медоносні рослини»: - Чистотіл звичайний (Chelidonium majus) | 4,00 гривні           | 18 серпня 2017 року    | 130 000 | Наталія Кохаль                  |
| № 1584                                    |            | Серія «Лікарські та медоносні рослини»: - Живокіст лікарський (Symphytum officinale) | 5,00 гривень          | 18 серпня 2017 року    | 130 000 | Наталія Кохаль                  |
| № 1585                                    |            | Серія «Лікарські та медоносні рослини»: - Цикорій дикий (звичайний) (Cichorium intybus) | 5,80 гривні           | 18 серпня 2017 року    | 130 000 | Наталія Кохаль                  |
| № 1586                                    |            | «Ukrainian Fashion Week» (Український тиждень моди) | 8,00 гривень          | 3 вересня 2017 року    | 130 000 | Зінаїда Ліхачова                |
| № 1587 № 1588 № 1589 № 1590               |            | Блок «Краса і велич України. Полтавська область»: - Сорочинський ярмарок; - Полтавський краєзнавчий музей імені Василя Кричевського; - Курорт «Миргород»; - Керамічна скульптура «Козел». Опішня. | 4,00 гривні           | 22 вересня 2017 року   | 30 000  | Олександр Калмиков              |
| № 1591                                    |            | Серія «Краса і велич України». Полтавська область: - Електропоїзд ЕКр1 «Тарпан» | 4,00 гривні           | 22 вересня 2017 року   | 130 000 | Олександр Калмиков              |
| № 1592 № 1593 № 1594 № 1595               |            | Блок «Краса і велич України. Хмельницька область»: - Покровська церква, с. Сутківці; - Печера «Атлантида»; - Субич; - Кам'янець-Подільська фортеця | 4,00 гривні           | 23 вересня 2017 року   | 45 000  | Олександр Калмиков              |
| № 1596                                    |            | «м. Хмельницький» | 4,00 гривні           | 23 вересня 2017 року   | 140 000 | Олександр Калмиков              |
| № 1597                                    |            | «Пізнавай» | 3,00 гривні           | 29 вересня 2017 року   | 130 000 | Олена Завітайло                 |
| № 1598                                    |            | Серія «Національні меншини в Україні. Роми»: - «Коваль» | 4,00 гривні           | 30 вересня 2017 року   | 130 000 | Микола Кочубей                  |
| № 1599                                    |            | Серія «Національні меншини в Україні. Роми»: - «Танок» | 4,00 гривні           | 30 вересня 2017 року   | 130 000 | Микола Кочубей                  |
| № 1600                                    |            | Серія «Національні меншини в Україні. Роми»: - «Ворожка» | 5,00 гривень          | 30 вересня 2017 року   | 130 000 | Микола Кочубей                  |
| № 1601                                    |            | Серія «Національні меншини в Україні. Роми»: - «Циганська кибитка» | 5,00 гривень          | 30 вересня 2017 року   | 130 000 | Микола Кочубей                  |
| № 1602                                    |            | «Артемій Ведель. 1767—1808» | 4,00 гривні           | 5 жовтня 2017 року     | 130 000 | Володимир Таран                 |
| № 1603                                    |            | Марковий аркуш «Сторожова застава» | 4,00 гривні           | 10 жовтня 2017 року    | 16 250  |                                 |
| № 1603                                    |            | «Сторожова застава» | 4,00 гривні           | 10 жовтня 2017 року    | 130 000 |                                 |
| № 1604 № 1605 № 1606 № 1607 № 1608 № 1609 |            | Блок «Козацькі клейноди. Печатки козацької доби»: - «Печатка Війська Запорізького Низового. 1763»; - «Печатка гетьмана Богдана Хмельницького. Середина XVII ст.»; - «Печатка Кодацької паланки. Середина XVIII ст.»; - «Печатка прилуцького полковника Петра Дорошенка. 1656—1659»; - «Печатка-перстень запорізького старшини. XVII—XVIII ст.»; - «Печатка прилуцького полкового писаря Семена Раковича. 1672—1691» | 5,00 гривень          | 14 жовтня 2017 року    | 35 000  | Олександр та Сергій Харук       |
| № 1610                                    |            | Серія «Історія пожежного транспорту України»: Пожежний автомобіль КрАЗ-63221 | 4,00 гривні           | 17 жовтня 2017 року    | 140 000 | Валерій Руденко                 |
| № 1611                                    |            | Серія «Історія пожежного транспорту України»: Пожежний танк ГПМ-54 | 4,00 гривні           | 17 жовтня 2017 року    | 140 000 | Валерій Руденко                 |
| № 1612                                    |            | Серія «Історія пожежного транспорту України»: Пожежний літак Ан-32П | 5,00 гривень          | 17 жовтня 2017 року    | 140 000 | Валерій Руденко                 |
| № 1613                                    |            | Серія «Історія пожежного транспорту України»: Пожежний катер ПК-10/130 (UMS 1000) | 5,00 гривень          | 17 жовтня 2017 року    | 140 000 | Валерій Руденко                 |
| № 1614                                    |            | «Українська Народна Республіка. 100 років (1917—2017)» | 4,00 гривні           | 7 листопада 2017 року  | 140 000 | Сергій Горобець                 |
| № 1615                                    |            | Серія «Скарби музеїв України»: «О. Богомазов. Правка пил. 1927». | 4,00 гривні           | 10 листопада 2017 року | 130 000 | Оксана Шуклінова                |
| № 1616                                    |            | «З Різдвом Христовим!» | 4,00 гривні           | 30 листопада 2017 року | 170 000 | Олена Завітайло Світлана Бондар |
| № 1617 № 1618 № 1619 № 1620               |            | Блок «Краса і велич України. Житомирська область»: - «Лялька-мотанка»; - «Костел Святої Варвари. XVIII—XIX ст., м Бердичів»; - «м. Житомир. Скеля Голова Чацького»; - «Замок Радомисль. XVII—XIX ст., м. Радомишль». | 4,00 гривні           | 19 грудня 2017 року    | 30 000  | Олександр Калмиков              |
| № 1621                                    |            | Серія «Краса і велич України»: Берил «Апостоли Петро і Павло (6,009 кг, 25х11х10 см)». | 4,00 гривні           | 19 грудня 2017 року    | 130 000 | Олександр Калмиков              |
| № 1622                                    |            | Серія «Українські мультфільми» на самоклейному папері: "Анімаційний серіал «Моя країна Україна. Луганський степ» (надрукована тет-бешем). | 4,00 гривні           | 22 грудня 2017 року    | 90 000  | Наталія Андрійченко             |
| № 1623                                    |            | Серія «Українські мультфільми» на самоклейному папері: "Анімаційний серіал «Моя країна Україна. Таки Одеса». | 4,00 гривні           | 22 грудня 2017 року    | 90 000  | Наталія Андрійченко             |
| № 1624                                    |            | Серія «Українські мультфільми» на самоклейному папері: "Анімаційний серіал «Моя країна Україна. Умань». | 4,00 гривні           | 22 грудня 2017 року    | 90 000  | Наталія Андрійченко             |
| № 1625                                    |            | Серія «Українські мультфільми» на самоклейному папері: "Анімаційний серіал «Моя країна Україна. Шешори». | 4,00 гривні           | 22 грудня 2017 року    | 90 000  | Наталія Андрійченко             |

## Випуски стандартних марок

### Восьмий
Спеціальний марковий аркуш «Восьмий випуск стандартних поштових марок України 2012—2016»
| № у каталозі | Зображення | Опис та джерело        | Номінал       | Дата введення в обіг | Тираж  | Дизайн          |
| ------------ | ---------- | ---------------------- | ------------- | -------------------- | ------ | --------------- |
| № 1170       |            | Робінія (Акація біла)  | 0,20 гривні   | 17 березня 2017 року | 35 000 | Володимир Таран |
| № 1171       |            | Горіх волоський        | 0,40 гривні   | 17 березня 2017 року | 35 000 | Володимир Таран |
| № 1172       |            | Береза повисла         | 0,70 гривні   | 17 березня 2017 року | 35 000 | Володимир Таран |
| № 1173       |            | Клен гостролистий      | 2,50 гривні   | 17 березня 2017 року | 35 000 | Володимир Таран |
| № 1174       |            | Липа серцелиста        | 3,00 гривні   | 17 березня 2017 року | 35 000 | Володимир Таран |
| № 1175       |            | Бук лісовий            | 4,80 гривні   | 17 березня 2017 року | 35 000 | Володимир Таран |
| № 1176       |            | Вільха сіра            | 5,00 гривень  | 17 березня 2017 року | 35 000 | Володимир Таран |
| № 1177       |            | В'яз гладенький        | 8,00 гривень  | 17 березня 2017 року | 35 000 | Володимир Таран |
| № 1178       |            | Осика                  | 10,00 гривень | 17 березня 2017 року | 35 000 | Володимир Таран |
| № 1179       |            | Горобина звичайна      | 0,05 гривні   | 17 березня 2017 року | 35 000 | Володимир Таран |
| № 1180       |            | Ясен звичайний         | 0,30 гривні   | 17 березня 2017 року | 35 000 | Володимир Таран |
| № 1181       |            | Гіркокаштан звичайний  | 0,50 гривні   | 17 березня 2017 року | 35 000 | Володимир Таран |
| № 1182       |            | Дуб звичайний          | 2,00 гривні   | 17 березня 2017 року | 35 000 | Володимир Таран |
| № 1215       |            | Верба біла             | Ж             | 17 березня 2017 року | 35 000 | Володимир Таран |
| № 1216       |            | Явір                   | L             | 17 березня 2017 року | 35 000 | Володимир Таран |
| № 1270       |            | Шовковиця біла         | N             | 17 березня 2017 року | 35 000 | Володимир Таран |
| № 1321       |            | Груша звичайна         | G             | 17 березня 2017 року | 35 000 | Володимир Таран |
| № 1323       |            | Обліпиха крушиновидна  | Є             | 17 березня 2017 року | 35 000 | Володимир Таран |
| № 1456       |            | Дерен справжній        | V             | 17 березня 2017 року | 35 000 | Володимир Таран |
| № 1477       |            | Бересклет європейський | F             | 17 березня 2017 року | 35 000 | Володимир Таран |

### Дев'ятий
Дев'ятий випуск стандартних поштових марок («Герби міст, селищ та сіл України»).
| № у каталозі | Зображення | Опис та джерело                                                       | Номінал | Дата введення в обіг | Тираж   | Дизайн              |
| ------------ | ---------- | --------------------------------------------------------------------- | ------- | -------------------- | ------- | ------------------- |
| № 1568       |            | «Герби міст, селищ та сіл України»: м. Ялта, АР Крим                  | V       | 10 червня 2017 року  | масовий | Наталія Андрійченко |
| № 1569       |            | «Герби міст, селищ та сіл України»: м. Чоп, Закарпатська область      | T       | 13 червня 2017 року  | масовий | Наталія Андрійченко |
| № 1570       |            | «Герби міст, селищ та сіл України»: с. Маринин, Рівненська область    | H       | 13 червня 2017 року  | масовий | Наталія Андрійченко |
| № 1571       |            | «Герби міст, селищ та сіл України»: смт Клесів, Рівненська область    | M       | 20 червня 2017 року  | масовий | Наталія Андрійченко |
| № 1572       |            | «Герби міст, селищ та сіл України»: м. Єнакієве, Донецька область     | L       | 20 червня 2017 року  | масовий | Наталія Андрійченко |
| № 1573       |            | «Герби міст, селищ та сіл України»: м. Ніжин, Чернігівська область    | F       | 20 червня 2017 року  | масовий | Наталія Андрійченко |
| № 1574       |            | «Герби міст, селищ та сіл України»: смт Шацьк, Волинська область      | X       | 20 червня 2017 року  | масовий | Наталія Андрійченко |
| № 1575       |            | «Герби міст, селищ та сіл України»: с. Парутине, Миколаївська область | P       | 28 вересня 2017 року | масовий | Наталія Андрійченко |